# Фернан-Лейк-Вілледж (Айдахо)
Фернан-Лейк-Вілледж (англ. Fernan Lake Village) — місто в окрузі Кутенай, штат Айдахо, США. Згідно з переписом 2010 року населення становило 169 осіб, що на 17 осіб менше, ніж 2000 року.

## Географія
Фернан-Лейк-Вілледж розташований за координатами 47°40′22″ пн. ш. 116°44′49″ зх. д. / 47.67278° пн. ш. 116.74694° зх. д. (47.672661, -116.747038).  За даними Бюро перепису населення США в 2010 році місто мало площу 0,19 км², уся площа — суходіл.

## Демографія

### Перепис 2010 року
За даними перепису 2010 року, у місті проживало 169 осіб у 72 домогосподарствах у складі 51 родин. Густота населення становила 932,2 ос./км². Було 77 помешкань, середня густота яких становила 424,7/км². Расовий склад міста: 96,4% білих, 0,6% афроамериканців, 1,2% індіанців і 1,8% азіатів. Іспанці та латиноамериканці незалежно від раси становили 4,7% населення.
Із 72 домогосподарств 22,2% мали дітей віком до 18 років, які жили з батьками; 68,1% були подружжями, які жили разом; 1,4% мали господиню без чоловіка; 1,4% мали господаря без дружини і 29,2% не були родинами. 19,4% домогосподарств складалися з однієї особи, в тому числі 11,1% віком 65 і більше років. У середньому на домогосподарство припадало 2,35 мешканця, а середній розмір родини становив 2,73 особи.
Середній вік жителів міста становив 54,3 року. Із них 16,6% були віком до 18 років; 5,3% — від 18 до 24; 17,8% від 25 до 44; 36,1% від 45 до 64 і 24,3% — 65 років або старші. Статевий склад населення: 53,8% — чоловіки і 46,2% — жінки.
Середній дохід на одне домашнє господарство  становив 113 213 долари США (медіана — 77 188), а середній дохід на одну сім'ю — 129 524 долари (медіана — 95 625). За межею бідності перебувало 11,9 % осіб, у тому числі 0,0 % дітей у віці до 18 років та 10,4 % осіб у віці 65 років та старших.
Цивільне працевлаштоване населення становило 46 осіб. Основні галузі зайнятості: освіта, охорона здоров'я та соціальна допомога — 23,9 %, науковці, спеціалісти, менеджери — 21,7 %, публічна адміністрація — 13,0 %, роздрібна торгівля — 10,9 %.

### Перепис 2000 року
За даними перепису 2000 року, в місті проживало 186 осіб у 70 домогосподарствах у складі 52 родин. Густота населення становила 797,9 ос./км². Було 71 помешкання, середня густота яких становила 304,6/км². Расовий склад міста: 95,16% білих, 0,54% індіанців, 2,15% азіатів, 0,54% інших рас і 1,61% людей, які зараховують себе до двох або більше рас. Іспанці та латиноамериканці незалежно від раси становили 1,61% населення.
Із 70 домогосподарств 44,3% мали дітей віком до 18 років, які жили з батьками; 65,7% були подружжями, які жили разом; 2,9% мали господиню без чоловіка, і 25,7% не були родинами. 22,9% домогосподарств складалися з однієї особи, в тому числі 14,3% віком 65 і більше років. У середньому на домогосподарство припадало 2,66 мешканця, а середній розмір родини становив 3,15 особи.
Віковий склад населення: 30,1% віком до 18 років, 3,2% від 18 до 24, 17,2% від 25 до 44, 28,5% від 45 до 64 і 21,0% років і старші. Середній вік жителів — 45 років. Статевий склад населення: 51,1 % — чоловіки і 48,9 % — жінки. 
Середній дохід домогосподарств у місті становив $68 125, родин — $73 125. Середній дохід чоловіків становив $80 393 проти $43 125 у жінок. Дохід на душу населення в місті був $35 384. Приблизно 9,3% родин і 14,6% населення перебували за межею бідності, включаючи 28,3% віком до 18 років і жодного від 65 і старших.